# Kuusalu
Kuusalu (deutsch Kusal) ist eine Landgemeinde im estnischen Kreis Harju (Harju maakond) mit einer Fläche von 708 km². Sie hat 6.391 Einwohner (Stand: 1. Januar 2025). Kuusalu liegt ca. 39 km von Tallinn entfernt im Nordosten des Kreises Harju. Durch den Beitritt der Gemeinde Loksa (Loksa vald) zur Gemeinde Kuusalu am 20. Oktober 2005 ist sie die flächenmäßig größte Gemeinde des Landkreises geworden.

## Dörfer
Neben dem Hauptort Kuusalu (1227 Einwohner) gehören zur Gemeinde die Dörfer Allika, Andineeme, Aru, Haavakannu, Hara, Hirvli, Ilmastalu, Joaveski, Juminda, Kaberla, Kahala, Kalme, Kasispea, Kemba, Kiiu, Kiiu-Aabla, Kodasoo, Koitjärve, Kolga-Aabla, Kolga, Kolga küla, Kolgu, Kosu, Kotka, Kupu, Kursi, Kuusalu küla, Kõnnu, Külmaallika, Leesi, Liiapeeksi, Loksa küla, Murksi, Mustametsa, Muuksi, Mäepea, Nõmmeveski, Pala, Parksi, Pedaspea, Pudisoo, Põhja, Pärispea, Rehatse, Rummu, Salmistu, Saunja, Sigula, Sõitme, Soorinna, Suru, Suurpea, Tammispea, Tammistu, Tapurla, Tsitre, Turbuneeme, Tõreska, Uuri, Vahastu, Valgejõe, Valkla, Vanaküla, Vihasoo, Viinistu und Virve.
Joaveski liegt im Lahemaa-Nationalpark. Erhielt 1898 ein Wasserkraftwerk und frühe Industrie, etwa eine Kartonfabrik. Fabrikgebäude wurden in das staatliche Register der Kulturdenkmäler aufgenommen. Mit dem Programm SMOTIES wurden zwei Nebengebäude der Fabrik Revitalisierung – als Joaveski-Wohnheim/Studio Joaveski.

## Sehenswürdigkeiten
Sehenswert ist der Mönchsturm von Kiiu (deutsch: Kida oder Burg Kyda) aus dem 16. Jahrhundert. Der viergeschossige Wehrturm ist der älteste erhaltene Festungsbau Estlands. Er wird heute als Café genutzt. Kiiu ist ebenfalls bekannt für seinen Eierlikör.

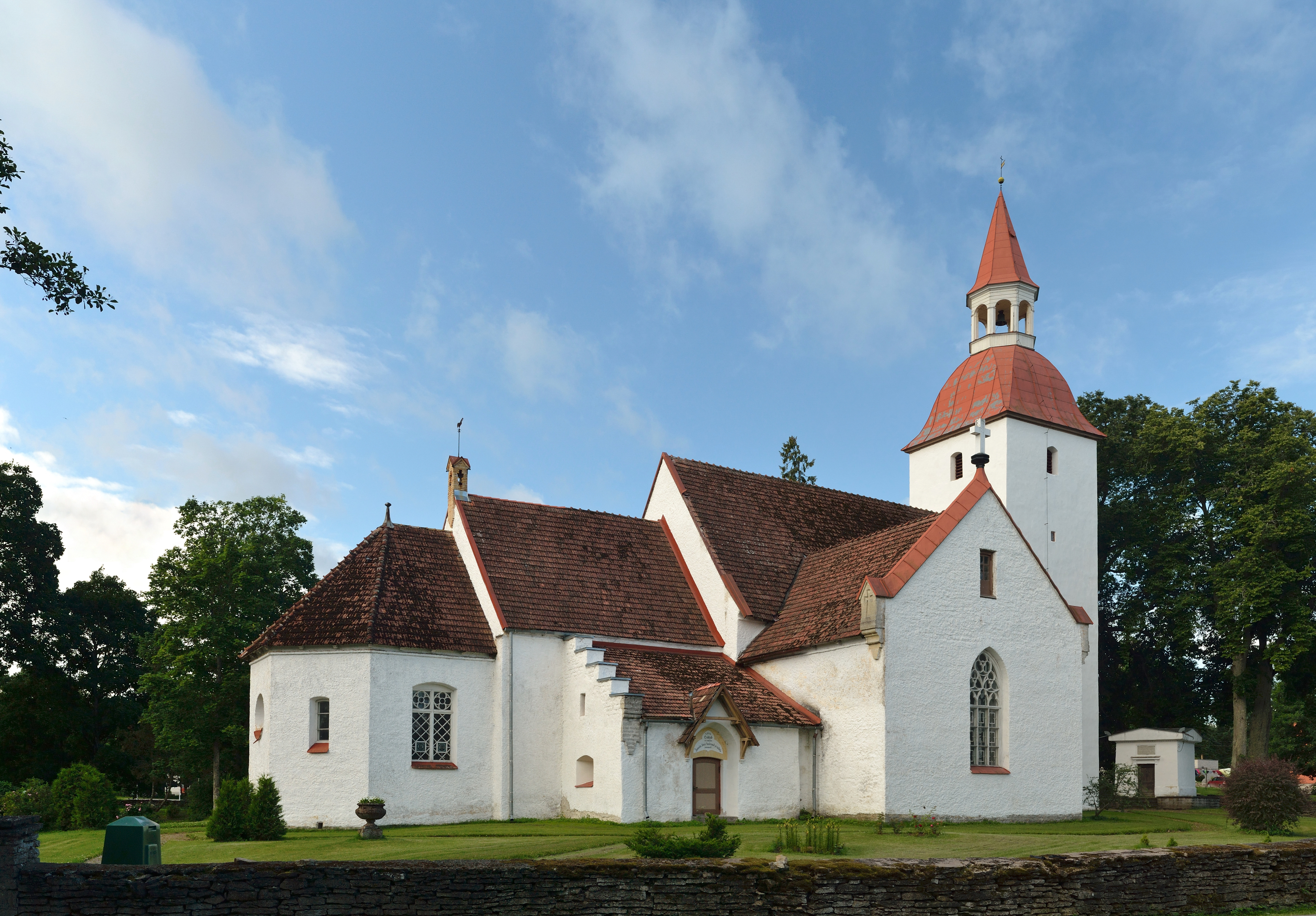
Die Laurentiuskirche in Kuusalu
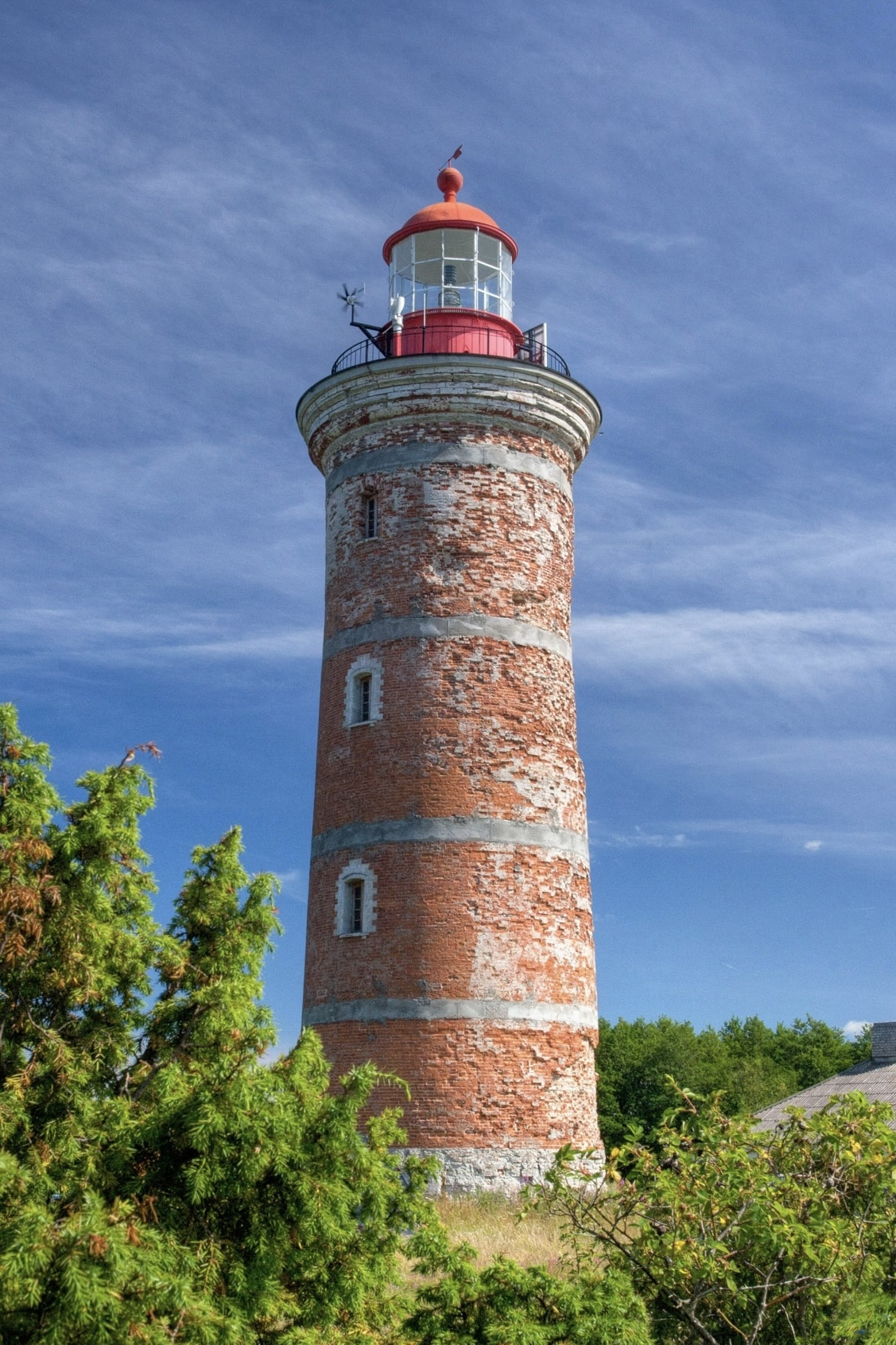
Mohni Leuchtturm
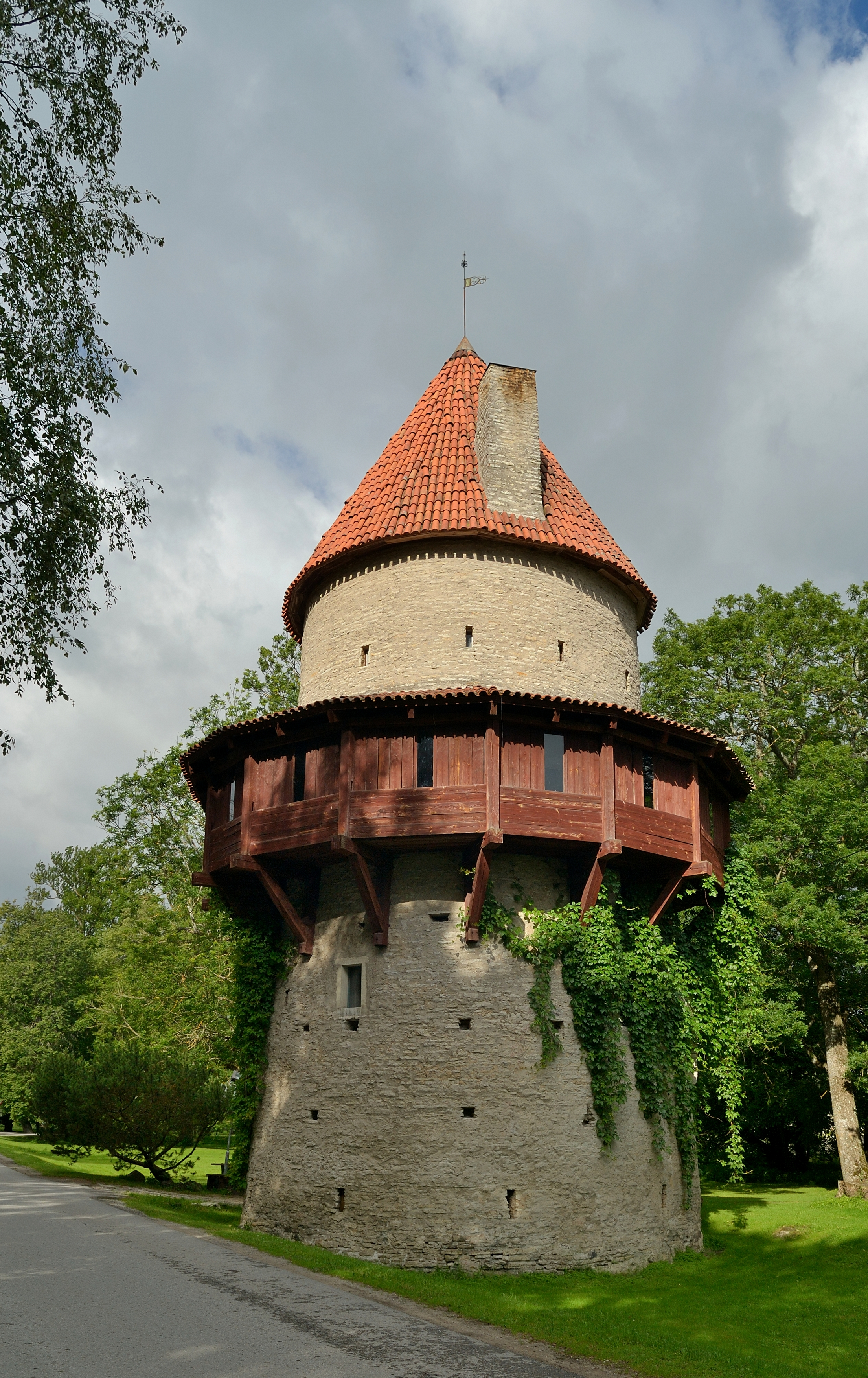
Mönchsturm von Kiiu
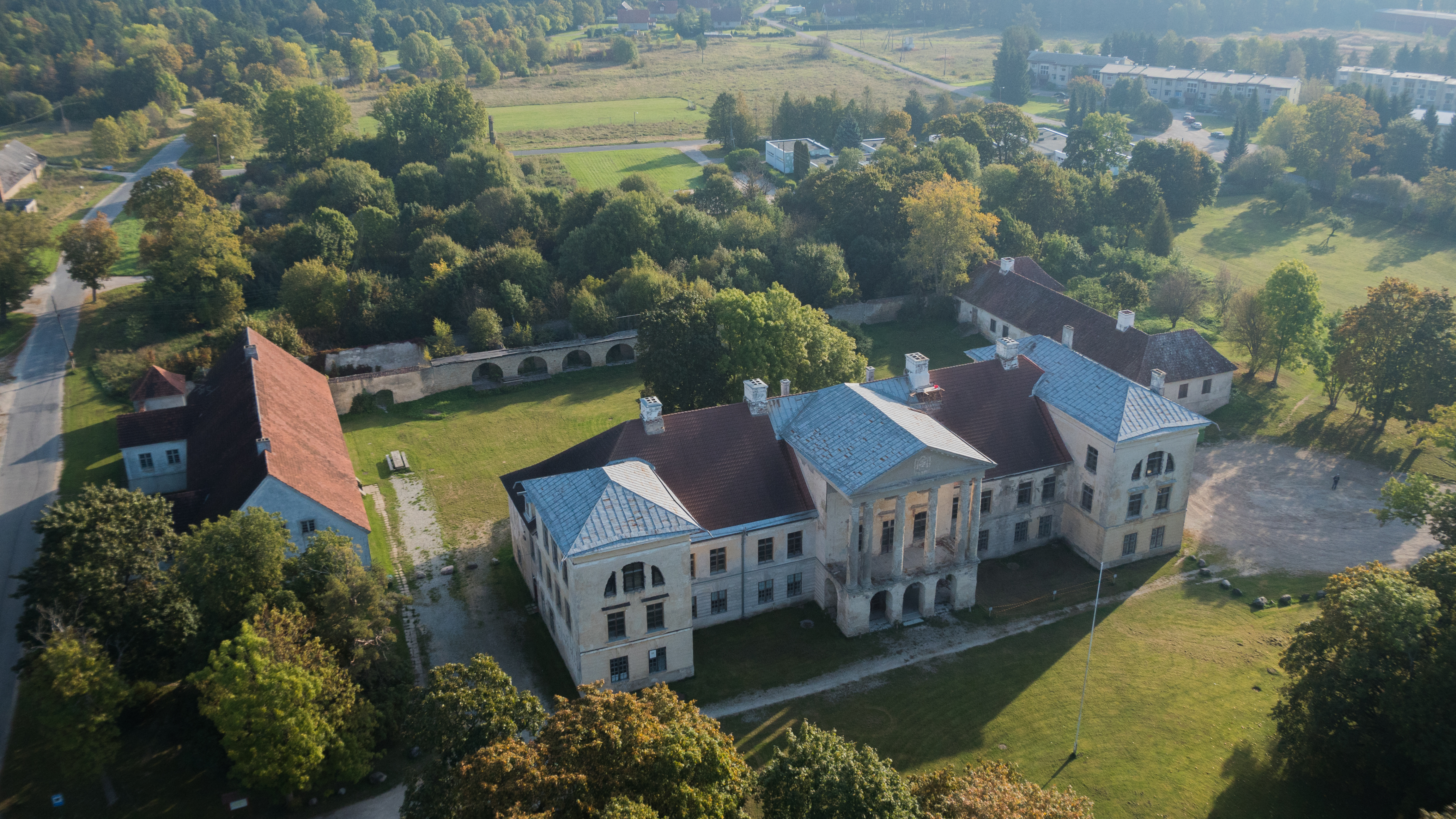
Kolga manor
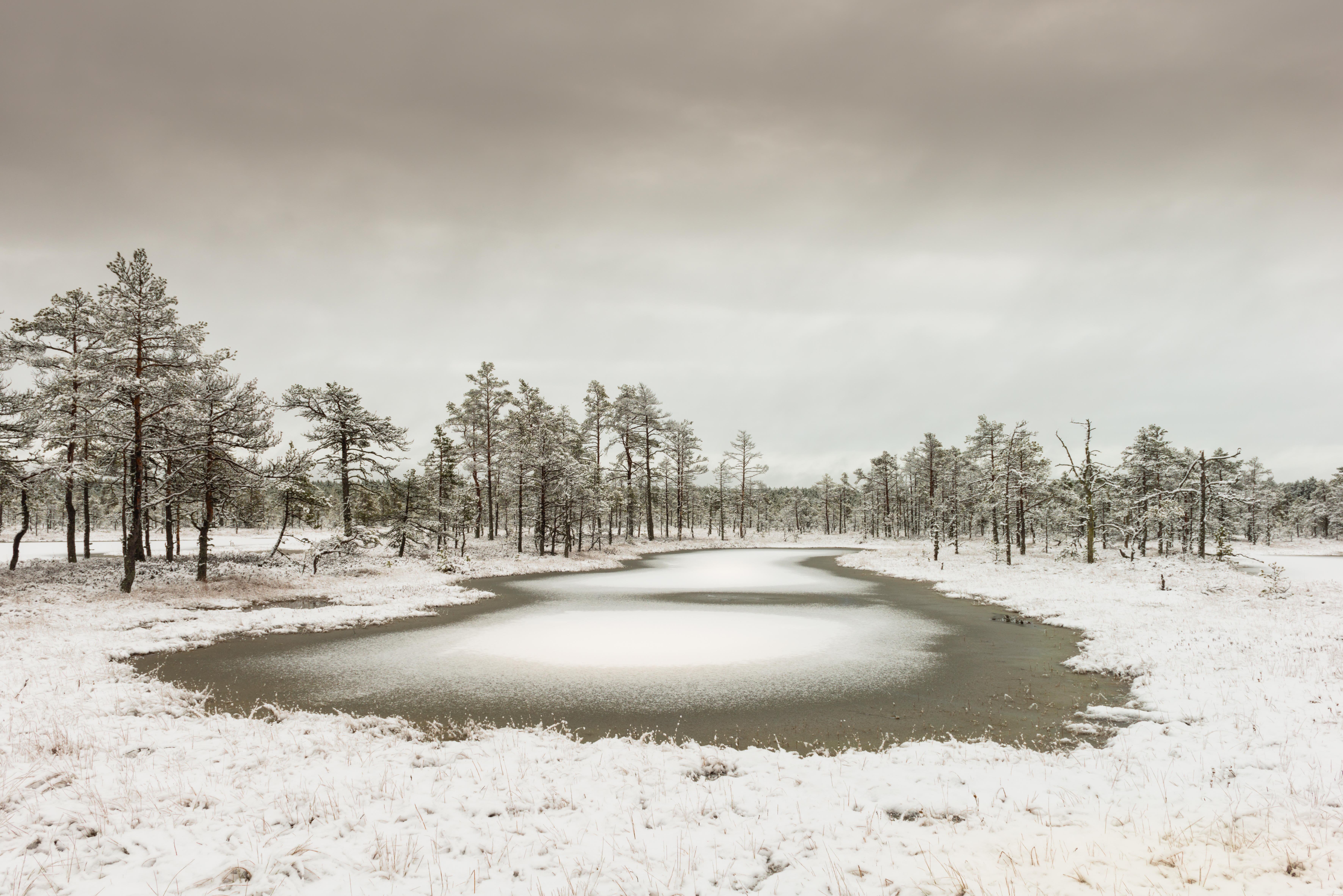
Viru bog im Winter
Küste der Pärispea peninsula
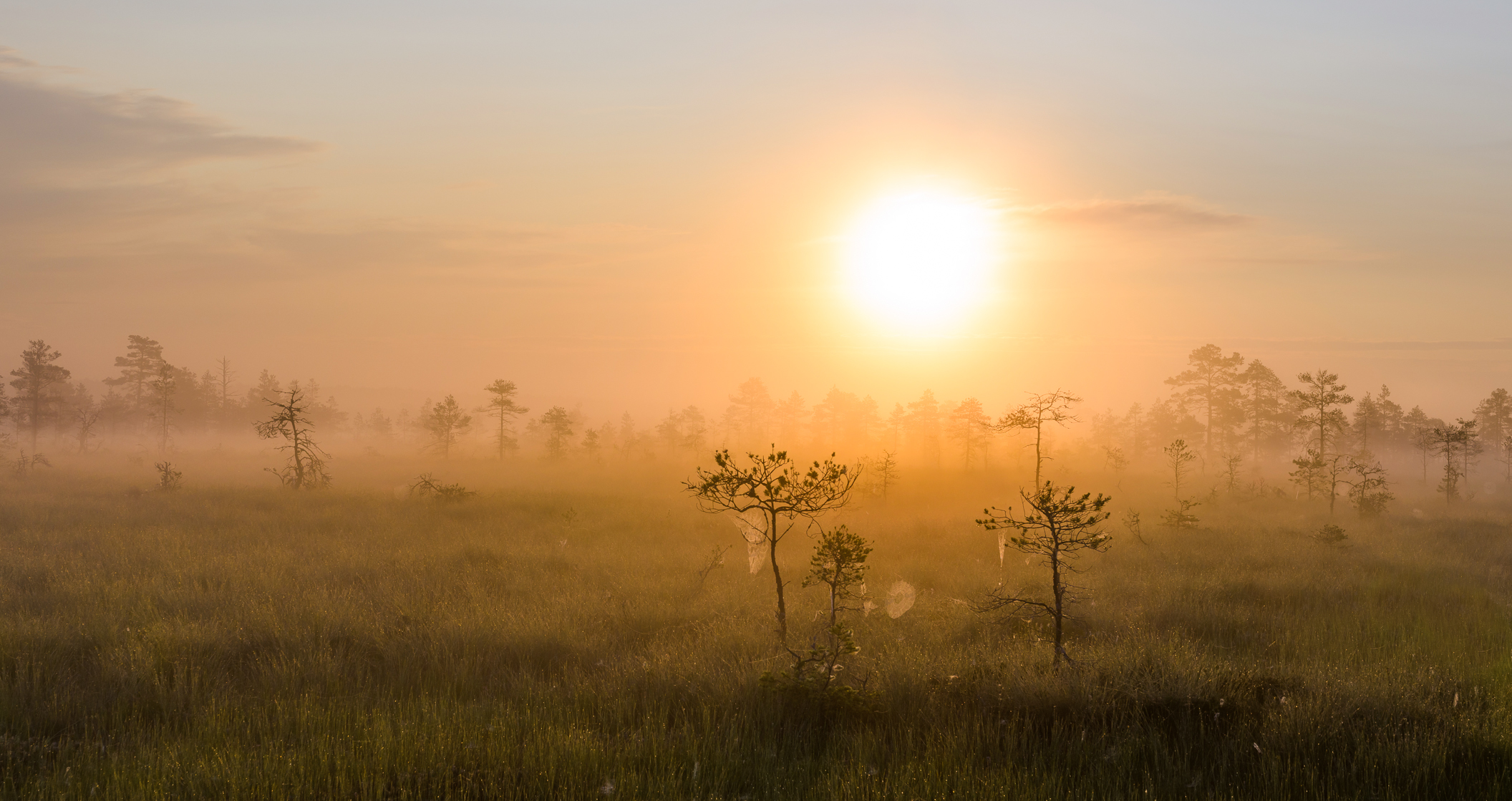
Suru Suursoo im frühen Morgen
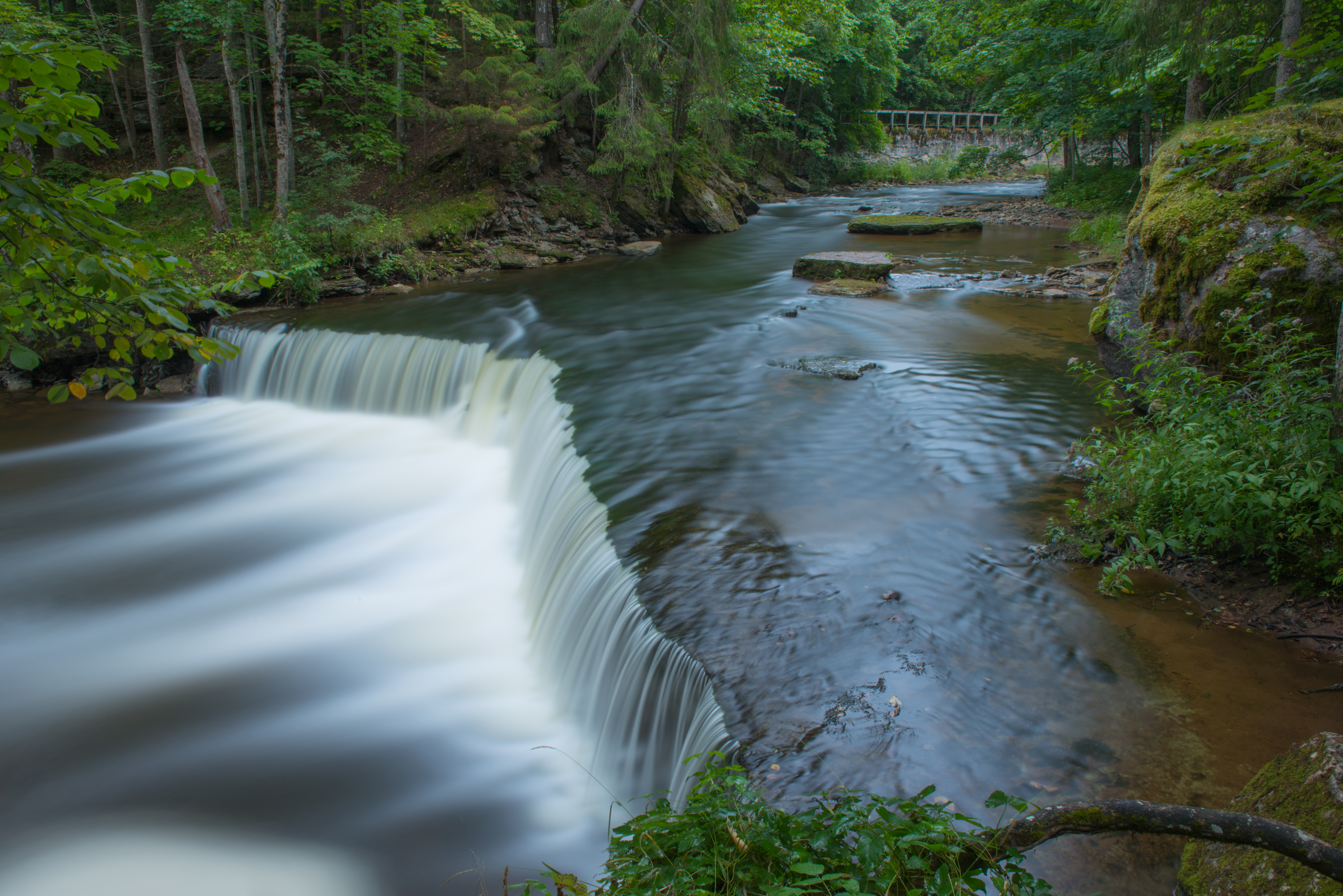
Nõmmeveski Wasserfall
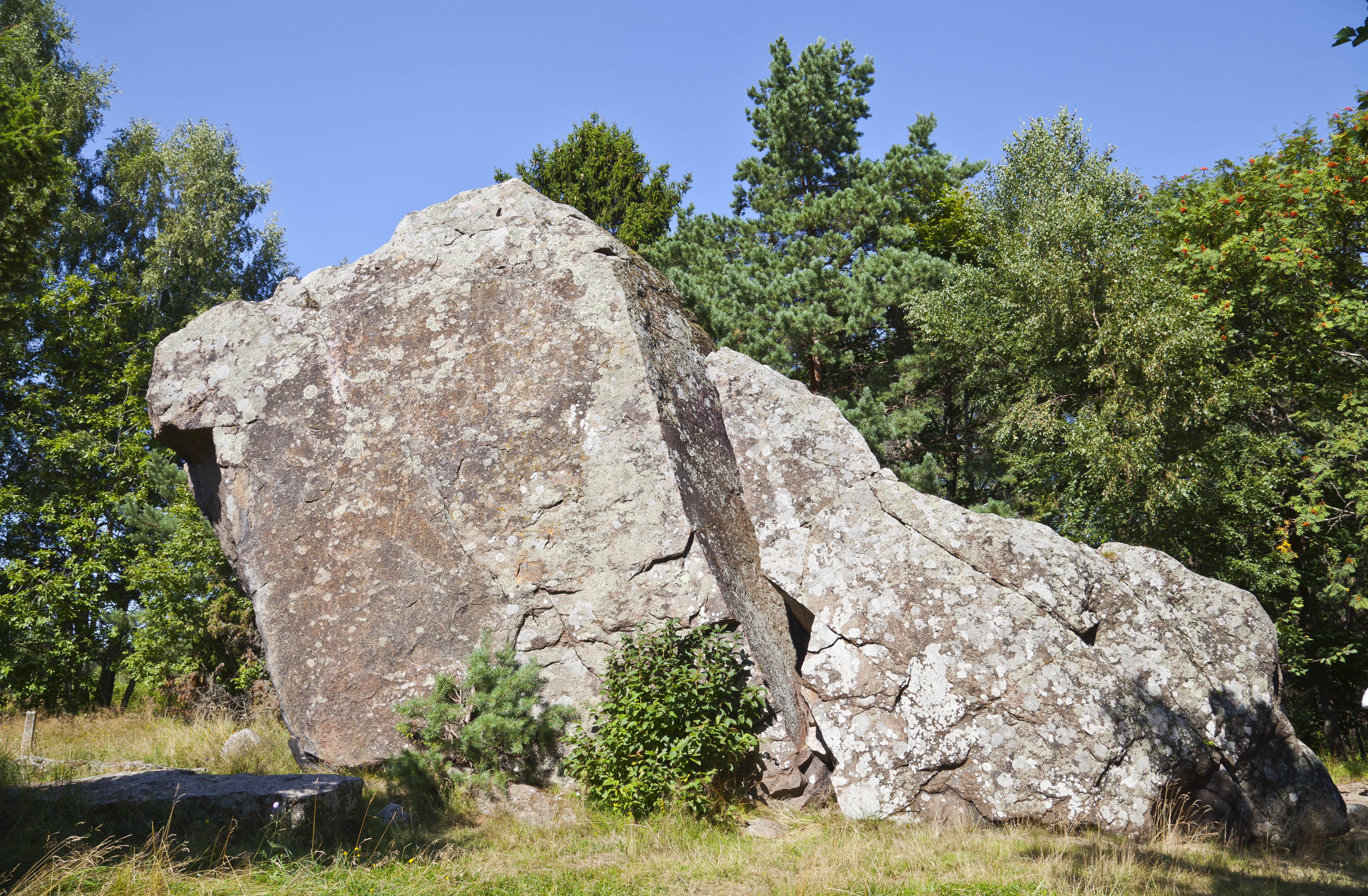
Jaani-Tooma boulder
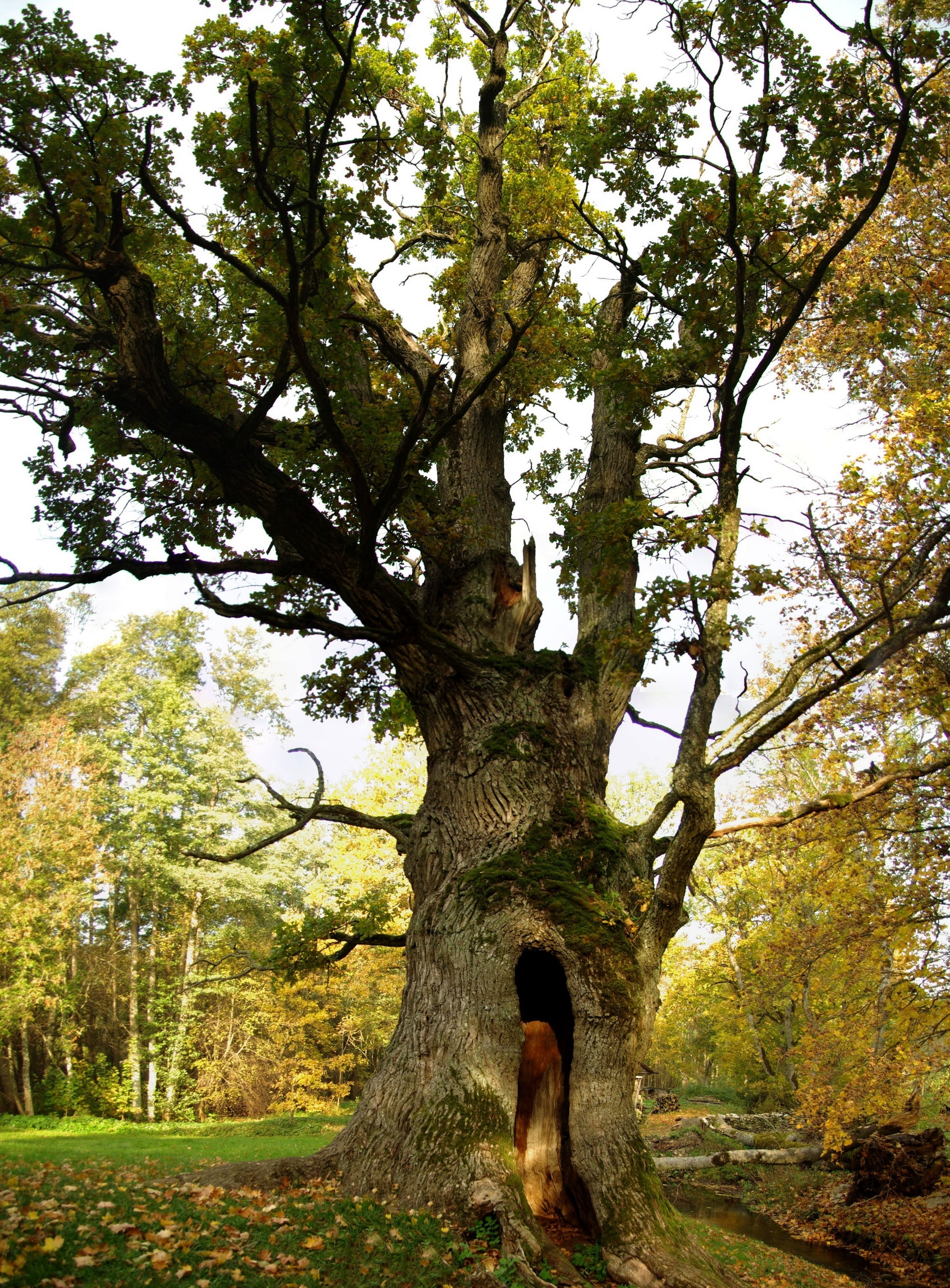
Opferbaum